# Molaire grootheid
Met de term molaire grootheid wordt in het algemeen een intensieve grootheid bedoeld die bekomen wordt als de verhouding van een bepaalde extensieve grootheid {\displaystyle X} tot de stofhoeveelheid {\displaystyle n}.
{\displaystyle X_{\mathrm {m} }={\frac {X}{n}}}
Molaire grootheden worden vaak bij voorkeur aangeduid met een subscript m bij het symbool van de overeenkomstige extensieve grootheid, maar een horizontale streep is ook mogelijk ({\displaystyle {\bar {X}}}).

## Voorbeelden

### Molaire massa
De molaire massa is de massa per mol stof. Deze molaire grootheid heeft haar eigen symbool {\displaystyle M}.
{\displaystyle M={\frac {m}{n}}}

### Molair volume
Het molaire volume is het volume per mol stof.
{\displaystyle V_{\mathrm {m} }={\frac {V}{n}}}

### Molaire warmtecapaciteit
De warmtecapaciteit van zuivere stoffen is in tabellen vaak per mol stof weergegeven.
{\displaystyle C_{\mathrm {m} }={\frac {C}{n}}}

### Molaire enthalpie
Thermodynamische toestandsfuncties als enthalpie, inwendige energie, entropie en gibbsenergie zijn extensief. Soms gebruikt men echter de intensieve, molaire grootheden zoals de molaire enthalpie, 
{\displaystyle H_{\mathrm {m} }={\frac {H}{n}}}
de molaire entropie {\displaystyle S_{\mathrm {m} }}, molaire gibbsenergie {\displaystyle G_{\mathrm {m} }}, enz.

## Relatie met specifieke grootheden
Zeer analoog aan de molaire grootheden worden specifieke (of soortelijke) grootheden gedefinieerd als de verhouding van een extensieve grootheid tot de massa, vaak genoteerd met de overeenkomstige kleine letter.
{\displaystyle x={\frac {X}{m}}}
Tussen een molaire en specifieke grootheid bestaat het eenvoudig verband, via de molaire massa.
{\displaystyle X_{\mathrm {m} }=Mx}
De soortelijke warmte ({\displaystyle c}), specifieke verdampingsenthalpie ({\displaystyle \Delta _{\mathrm {vap} }h}) en soortelijk volume ({\displaystyle v}) kunnen bijvoorbeeld eenvoudig omgezet worden naar respectievelijk de molaire warmtecapaciteit, molaire verdampingsenthalpie en molair volume.

## Partieel molaire grootheden
Een molaire grootheid mag niet verward worden met een partieel molaire grootheid. Een partieel molaire grootheid {\displaystyle X_{\mathrm {B} }} (of {\displaystyle {\bar {X}}_{\mathrm {B} }}) van een component {\displaystyle \mathrm {B} } in een mengsel is de mate van verandering van de extensieve grootheid {\displaystyle X} wanneer bij constante druk en temperatuur de stofhoeveelheid van die component {\displaystyle n_{\mathrm {B} }} wijzigt, terwijl de andere componenten van de andere stoffen ongewijzigd blijft.
{\displaystyle X_{\mathrm {B} }=\left({\frac {\partial X}{\partial n_{\mathrm {B} }}}\right)_{p,T,n_{j\neq \mathrm {B} }}}
Voorbeelden hiervan zijn het partieel molair volume en chemische potentiaal (partieel molaire gibbsenergie).
Voor zuivere stoffen is de partieel molaire grootheid wel identiek aan de molaire grootheid.

## Ander gebruik van het woord 'molair'
Bij sommige grootheden met 'molair' in de naam verwijst dit adjectief niet naar de verhouding tot de stofhoeveelheid maar naar de eenheid molair (M = mol·L−1). Voorbeelden hiervan zijn de molaire concentratie, de molaire extinctiecoëfficiënt en de molaire geleidbaarheid.